# 陳繹曾
陳繹曾（生卒年不詳），字伯敷，一作伯孚，處州（今浙江麗水）人。元朝政治人物。
吳興八俊之陳康祖之子。自幼有口吃，天資優越，諸經註疏多能成誦。为文汪洋浩博，與陳旅齊名。官至國子助教。元至正三年（1343年），任国史院编修，分撰《辽史》。學識淵博，擅書法，真、草、篆、隸俱通習之，各得其法。有《文筌》八卷。

## 延伸阅读
[在维基数据编辑]
 《新元史/卷237》，出自柯劭忞《新元史》